# أماثوس، شرق الأردن
أماثوس ( (بالإغريقية: Ἀμαθοῦς)‏ أو τὰ Ἀμαθά ؛  في يوسابيوس ، Ἀμμαθοὺς . (بالعبرية: עמתו) و هي مدينة محصنة تقع غرب نهر الأردن

## الموقع
قد تكون أنقاضها هي تلك التي تقع في تل عماتة في وادي الأردن  أو ربما تل حمة . كلا الموقعين في الأردن ، غرب جراسا وجنوب بيلا . الأول عند مصب وادي رجيب ، والثاني - جنوب قليلا، عند مصب نهر جابوك . كما تم اقتراح تل مغاني فوق الجابوك وتل الحمام بالقرب من البحر الميت .

## التاريخ
في بداية القرن الأول قبل الميلاد ، كان أماثوس قلعة مهمة احتفظ بها تيودوروس ، ابن الطاغية زينو كوتولاس من فيلادلفيا . في حوالي عام 100 قبل الميلاد ، ألكسندر جانيوس استولى عليها ولكن لم يستطع الاحتفاظ بها ، وبالتالي ، بعد بضع سنوات ، قام بتدميرها. ربما كانت مقرًا لإحدى المناطق الخمس التي قسم فيها Aulus Gabinius فلسطين بعد بضعة عقود.
كان أماثوس جزءًا من مملكة هيروديان ثم مقاطعة يهودا في الإمبراطورية الرومانية من 44 ق.م. من 135 إلى حوالي 390 ، كان أماثوس ينتمي إلى محافظة سوريا -فلسطين ، التي تشكلت بعد هزيمة بار Kokhba Revolt ، عن طريق اندماج سوريا الرومانية ويهودا. في حوالي 390 ، أصبحت جزءًا من مقاطعة Palaestina Prima التي تم إنشاؤها حديثًا ، وعاصمتها قيصرية ماريتيما .

## أسقفية
أسماء أربعة أساقفة أماثوس معروفة. شارك ثيودوسيوس إذا كان مجلس لصوص أفسس في 449. تم ذكر سيرجيوس في حياة القديس سابا من قبل سيريل من سيثوبوليس وربما عاش حوالي عام 500. في عام 518 ، وقع بروكوبيوس رسالة أساقفة فلسطين إلى البطريرك يوحنا الثاني من القسطنطينية ضد سيفيروس أنطاكية . وقع دوروثيوس أعمال مجمع 538 حضره أساقفة المقاطعات الرومانية الثلاث Palaestina Prima و Palaestina Secunda وPalaestina Salutaris .
لم يعد أسقفيًا سكنيًا ، تم إدراج Amathus في Palaestina اليوم من قبل الكنيسة الكاثوليكية كمشهد فخم .